# قصعين واردي
قصعين واردي (الاسم العلمي: Salvia wardii) هو نوع نباتي يتبع جنس القصعين من فصيلة الشفوية.